# Driopea setosa
Driopea setosa är en skalbaggsart som beskrevs av Aurivillius 1922. Driopea setosa ingår i släktet Driopea och familjen långhorningar. Inga underarter finns listade i Catalogue of Life.